# Blepharella intensica
Blepharella intensica là một loài ruồi trong họ Tachinidae.